# عايدة ستوكى
عايدة ستوكى عازفة كمان، وُلدت عايدة في القاهرة يوم 21 فبراير عام 1921، وتُوفيت في 9 من شهر يونيو عام 2011)، كانت عازفة ومُدربة كمان سويسرية. تلقت تعليمها على يد انلست والدر بفينترتور، ستيفى جير بزيورخ وكارل فليش بلوسرن، ولقد فازت بجائزة مسابقة موسيقى جنييفا العالمية عام 1940. مما فتح لها الباب على مصراعيه لتظهر في عدة حفلات وأنشطة مختلفة تحت رعاية أشهر قائدى الأوركسترا من جميع أنحاء أوروبا ومنهم بينا بوزى، والتر فري، كلارا هاسكى وإيلي ني. قامت هي و زوجها بالمشاركة في أول حفل موسيقي لأوركسترا راديو سيمفوني زيوريخ جوسيبي Giuseppe Piraccini، عازف الكمان فريدريش هيرمان، ثم بعد ذلك غيرهارد فيسر وعزف التشيلو المنفرد والتر هيفيلي التي أسستها في عام 1959، السلسلة الرباعية الخاصة ب قد ذِيع صيتها عالمياً. قامت عام 1984 بالتدريس ب فينترتور، انضمت إلى صفوف الدرجة الأولى بمعهد وينترثور للكمان المثسمى الآن ب جامعة زيورخ للفنون.

## روابط خارجية
- عايدة ستوكى على موقع ميوزك برينز (الإنجليزية)
- عايدة ستوكى على موقع أول ميوزيك (الإنجليزية)